# St. Johannes der Täufer (Bad Münder)

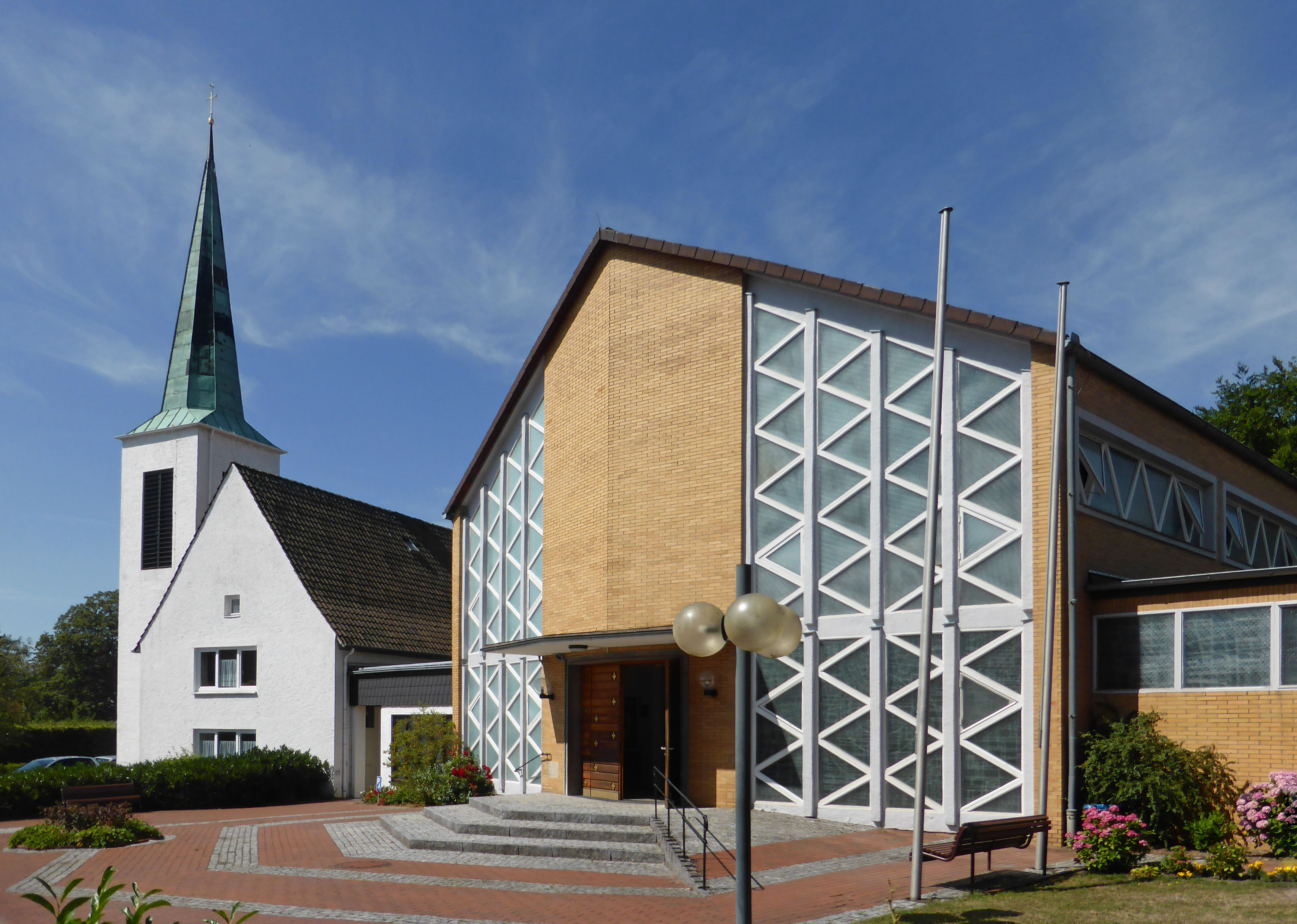
St. Johannes der Täufer, alte und neue Kirche

St. Johannes der Täufer ist die römisch-katholische Kirche in Bad Münder am Deister, einer Kurstadt im Landkreis Hameln-Pyrmont in Niedersachsen. Ihre gleichnamige Pfarrgemeinde gehört zum Dekanat Weserbergland im Bistum Hildesheim.

## Geschichte
Nach der Einführung der Reformation im Fürstentum Calenberg um 1550 gab es jahrhundertelang keine katholische Gemeinde in Bad Münder.

### Kapelle auf Schloss Hasperde

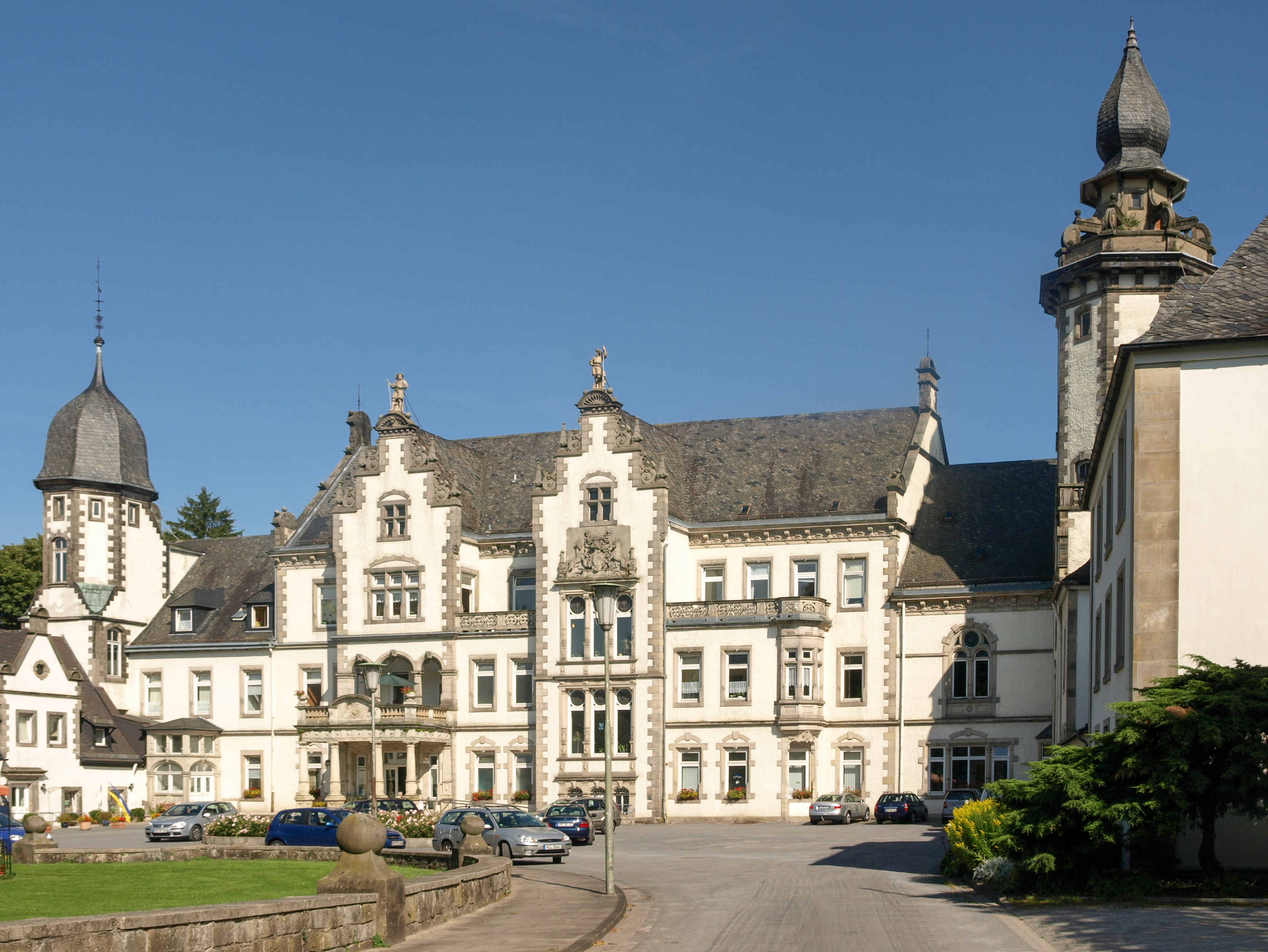
Schloss Hasperde (2013)

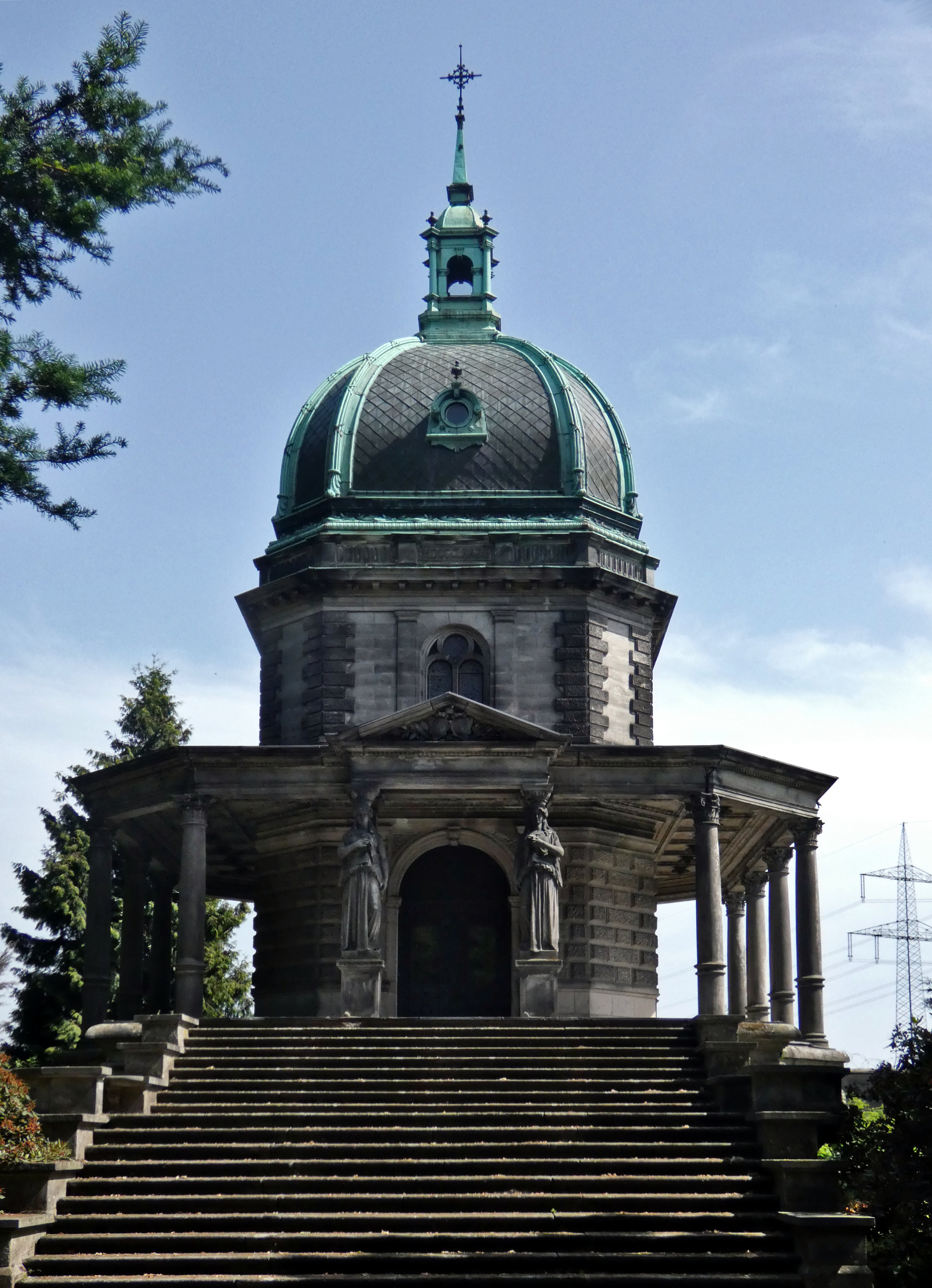
Mausoleum (2022)

Seit Mitte des 19. Jahrhunderts führten kleinere Industriebetriebe wie die Glashütte auch katholische Arbeiterfamilien nach Münder (seit 1936 Bad Münder). Anfang 1896 erhielt das rund sechs Kilometer entfernte Schloss Hasperde auf Betreiben der Freifrau Marie Therese von Hake geb. Freiin von Brentano (1846–1915), der Ehefrau von Otto von Hake, eine katholische Schlosskapelle. Vom 1. Mai 1896 an war Leopold Scharla (1869–1945) der Hauskaplan des Schlosses Hasperde, er betreute auch die Katholiken in Münder und Springe. Am 3. Mai 1896 wurde in der Schlosskapelle die erste heilige Messe gefeiert. Diese Mission war die einzige katholische Niederlassung zwischen Hannover und Hameln, sie war als Missionsvikarie Hasperde kirchenrechtlich der Pfarrei St. Clemens in Hannover unterstellt. 1911 wechselte Scharla als Pastor an die St.-Josef-Kirche in Herzberg am Harz, noch im gleichen Jahr folgte ihm Joseph Godehard Machens, der spätere Bischof von Hildesheim, als Hauskaplan auf Schloss Hasperde. Machens blieb bis 1920 auf Schloss Hasperde und schrieb in dieser Zeit seine kirchengeschichtliche Doktorarbeit über die Archidiakonate in den sächsischen Bistümern. Die Volkszählung vom 1. Dezember 1910 zeigte, dass zum Missionsbezirk Hasperde 274 Katholiken gehörten, davon 27 in Hasperde und 97 in Münder. Vom 5. März 1916 an wurde auch in Münder in verschiedenen angemieteten Sälen Gottesdienst gefeiert, 1922 kam es zur Errichtung der Kuratiegemeinde Münder. Mit dem Bau der ersten katholischen Kirche in Bad Münder verlagerte sich der Schwerpunkt des katholischen Lebens nach Bad Münder, jedoch wurde die Schlosskapelle in Hasperde weiterhin für katholische Gottesdienste genutzt, bis das Schloss 1942/43 verkauft wurde. Danach fanden noch bis etwa 1960 katholische Gottesdienste im von 1881 bis 1884 errichteten Mausoleum des Schlosses Hasperde statt.

### Kirche in Bad Münder von 1936

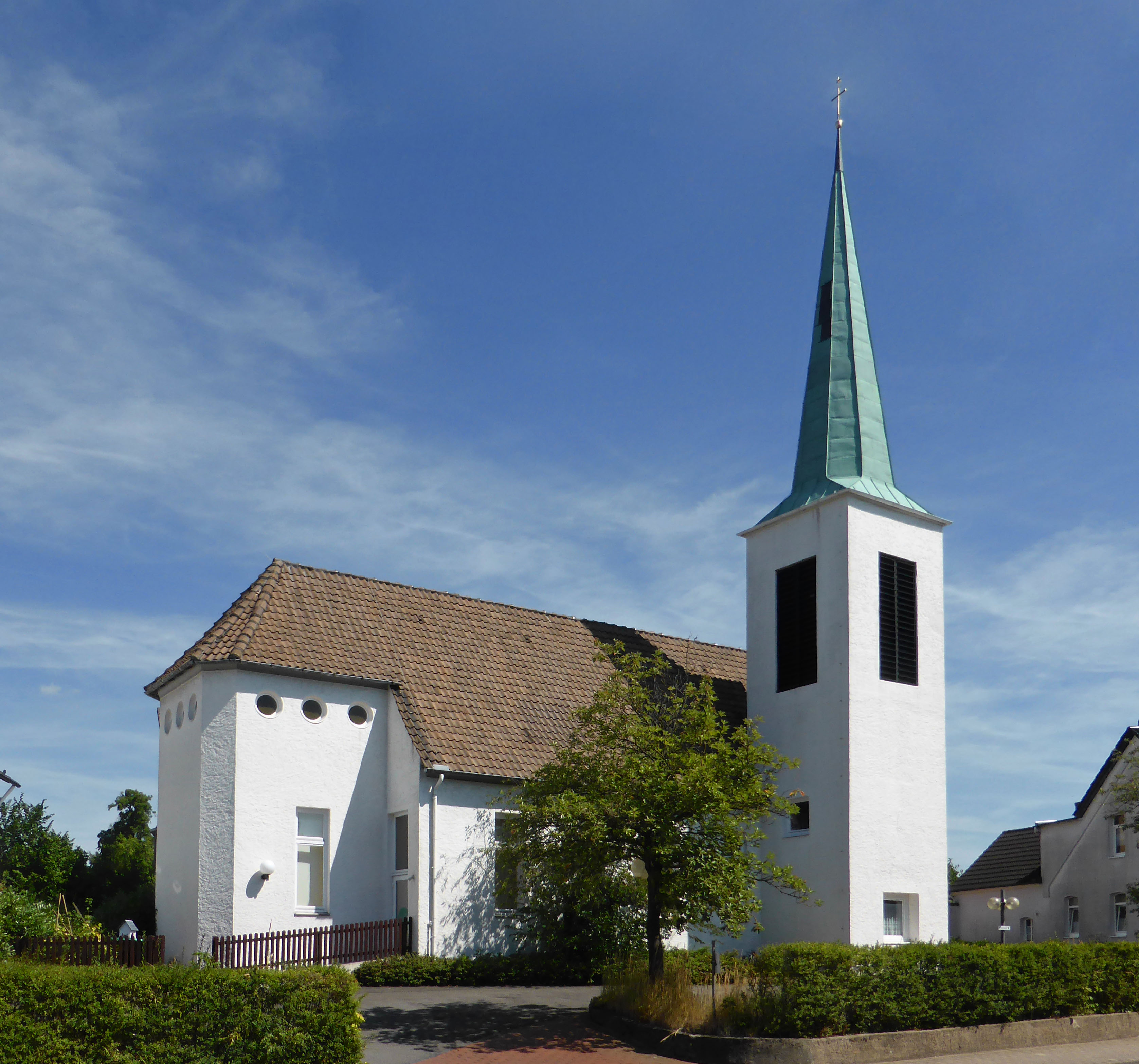
Ehemalige Kirche von 1936

Am 9. August 1936 wurde an der Angerstraße die (alte) St.-Johannes-Baptist-Kirche geweiht, die bereits das Patrozinium des heiligen Johannes des Täufers trug. Der Pfarrer, Pastor Heinrich Todt (1900–1962), zog von Hasperde in eine Mietwohnung neben der Kirche um.
Im Zweiten Weltkrieg kamen ab Spätsommer 1944 vor dem Vorrücken der Alliierten evakuierte Katholiken aus dem Bistum Aachen in das Gebiet von Bad Münder, so dass zu ihrer seelsorglichen Betreuung die Kuratie Bad Münder Land I gegründet wurde. 1945 zogen die Evakuierten wieder in ihre Heimat zurück.
Nach dem Zweiten Weltkrieg vergrößerte der Zustrom katholischer Ostvertriebener, von denen ein Großteil aus Niederschlesien kamen, von 1945 an die Gemeinde beträchtlich. 1951 wurde in Bad Münder ein katholisches Jugendheim und in Springe die Filialkirche Christ König errichtet, eine Orgel bekam die Kirche in Bad Münder 1955. 1956 erfolgte in Springe die Gründung einer eigenen Kirchengemeinde, 1958 folgte in Bad Münder der Bau des Pfarrhauses. Eine neue Filialkirche, St. Godehard, entstand 1960 in Eimbeckhausen. Am 28. Mai 2010 wurde im ehemaligen Kirchengebäude von Bad Münder die katholische Kinderkrippe Die Kleine Gemeinde eröffnet, in der 15 Kinder im Alter von ein bis drei Jahren betreut werden können.

### Kirche in Bad Münder von 1962

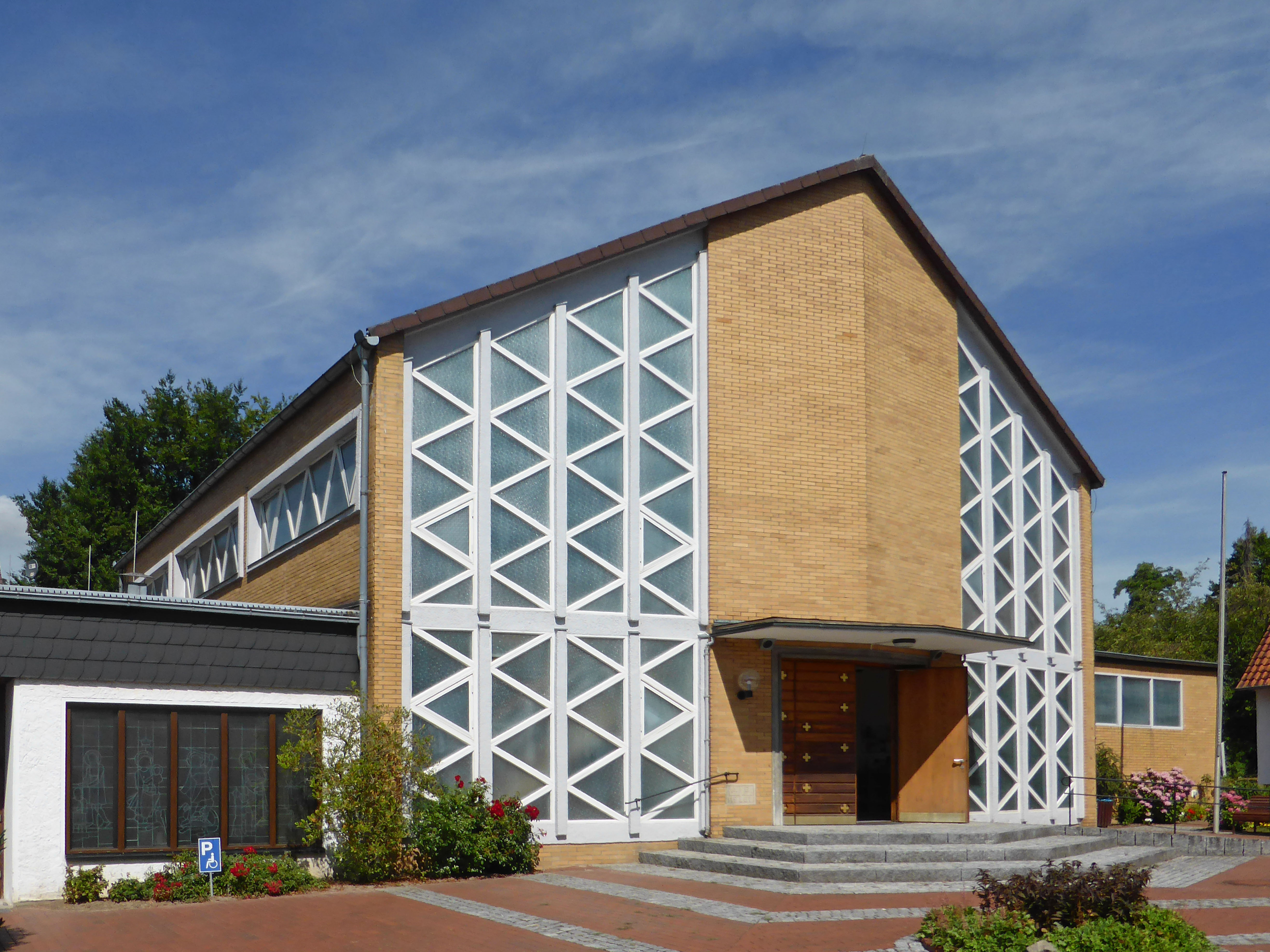
Kirche von 1962

In Bad Münder selbst war die alte Kirche zu klein geworden. Darum wurde im Mai 1961 das Jugendheim an der Nordseite der Kirche abgerissen und an seiner Stelle die heutige Kirche gebaut. Am 25. Juni 1961 erfolgte ihre Grundsteinlegung durch Dechant Karl Hövelmann aus Hameln, und am 6. Mai 1962 folgte die Kirchweihe durch Bischof Heinrich Maria Janssen. Die alte Kirche wurde zum Pfarrheim umgebaut, ihr Turm wurde um 5 Meter erhöht und erhielt ein elektrisches Läutewerk.
Am 1. April 1963 wurde die Kuratiegemeinde Bad Münder zur selbstständigen Pfarrei erhoben. 1993 erfolgte die Profanierung der Filialkirche St. Godehard in Eimbeckhausen. Am 1. September 2012 wurden die Dekanate Hameln-Holzminden, zu dem die Kirche in Bad Münder gehörte, und Bückeburg zum heutigen Dekanat Weserbergland vereinigt.

## Architektur und Ausstattung

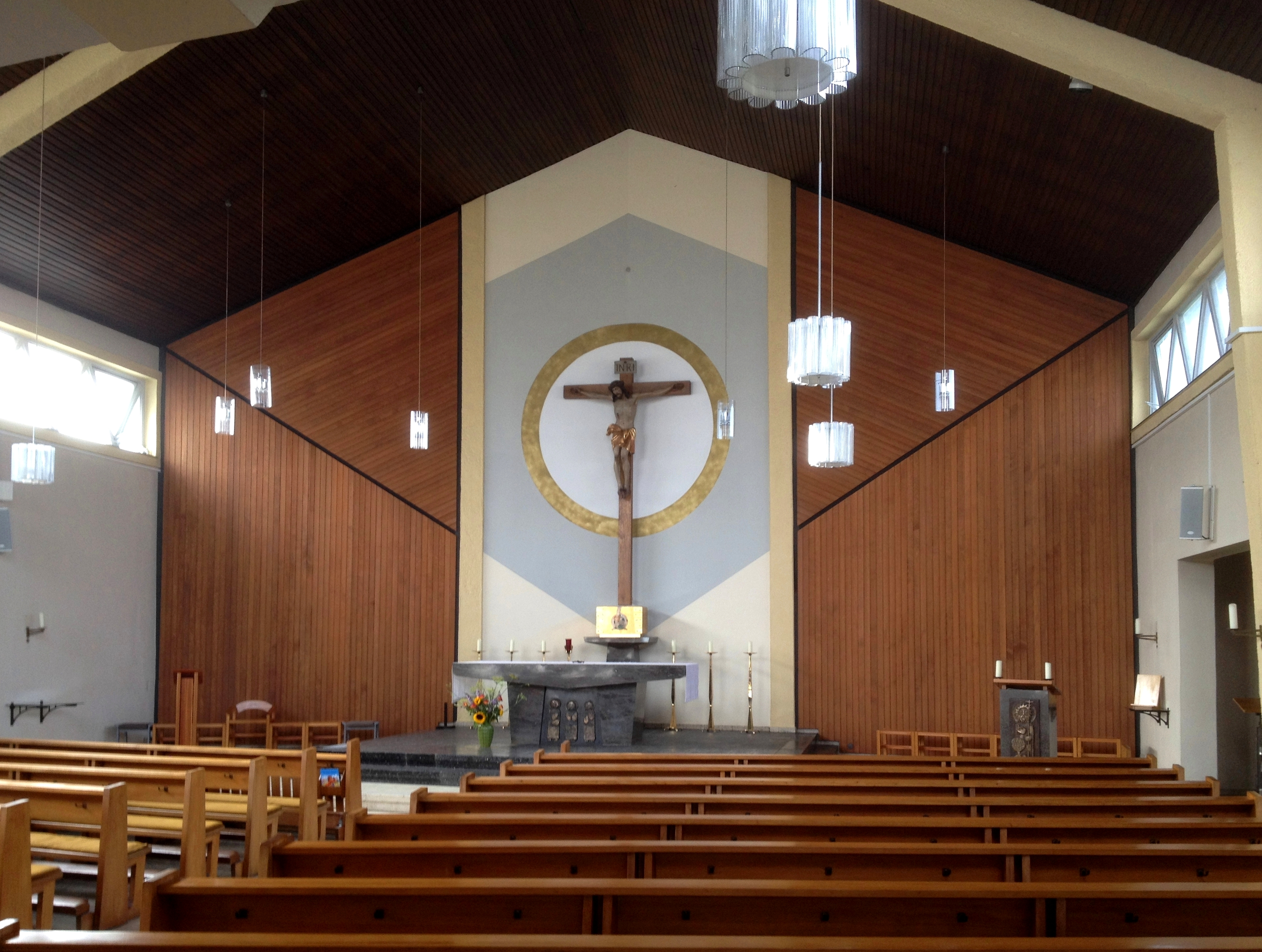
Innenraum der heutigen Kirche

Die heutige Kirche wurde nach Plänen des Architekten Hanns D. Rumpf aus Neuenbeken bei Paderborn erbaut, der zuvor bereits die Filialkirche St. Godehard in Eimbeckhausen entworfen hatte. Die Kirche in Bad Münder wurde als Backstein-Saalkirche mit Betonstreben und offenem Satteldach ausgeführt.
Claus Kilian entwarf das Fenster im rechten Seitenschiff, das den Besuch der Gottesmutter Maria bei ihrer Cousine Elisabet (Mariä Heimsuchung) darstellt. Elisabet war bei dieser Begegnung mit Johannes dem Täufer, dem Schutzpatron der Kirche, schwanger. Ebenfalls von Kilian wurde das Fenster in der Taufkapelle entworfen. Beide Fenster wurden in der Werkstatt von Richard Süßmuth angefertigt. Der Altarraum bekam 1989 unter der Leitung von Hanns Joachim Klug seine heutige Gestaltung.

### Orgel
Die Orgel wurde 1969 vom Orgelbauunternehmen Gebrüder Stockmann aus Werl erbaut. Das Schleifladen-Instrument hatte ursprünglich acht Register auf zwei Manualwerken und Pedal und wurde 1995 um ein Register erweitert.
| I Hauptwerk C–g3 |              |    |
| 1.               | Prinzipal    | 8′ |
| 2.               | Rohrflöte    | 8′ |
| 3.               | Prinzipal    | 4′ |
| 4.               | Mixtur II-IV |    |

| II Oberwerk C–g4 |                    |       |
| 5.               | Gedackt            | 8′    |
| 6.               | Blockflöte         | 4′    |
| 7.               | Prinzipal          | 2′    |
| 8.               | Sesquialtern 2fach | 2 ⁄3′ |

| Pedalwerk C–fl |         |     |
| 9.             | Subbass | 16′ |